# 竹内廉之助
竹内 廉之助（たけうち れんのすけ）は、幕末の志士。下総国葛飾郡小金（現千葉県松戸市）の人。

## 略歴
実家は小金宿の名家である「笹屋」。文久3年（1863年）玄武館塾頭の真田範之助や渋沢栄一らとともに高崎城奪取と横浜焼き討ちを計画（未発）。元治元年（1864年）天狗党の乱に加わるが、弟の哲次郎は鹿島の戦闘で戦死し、自身は捕虜となる。その後慶応4年（1868年）相楽総三の赤報隊結成に加わるが、2月、碓氷峠における小諸藩兵との戦いで戦死した。